# Aeroportul Kunovice
Aeroportul Kunovice (IATA: UHE, ICAO: LKKU) este un aeroport din Kunovice, Uherské Hradiště, Zlín, Cehia ce deservește zona Uherské Hradiště. A fost deschis în 1936.

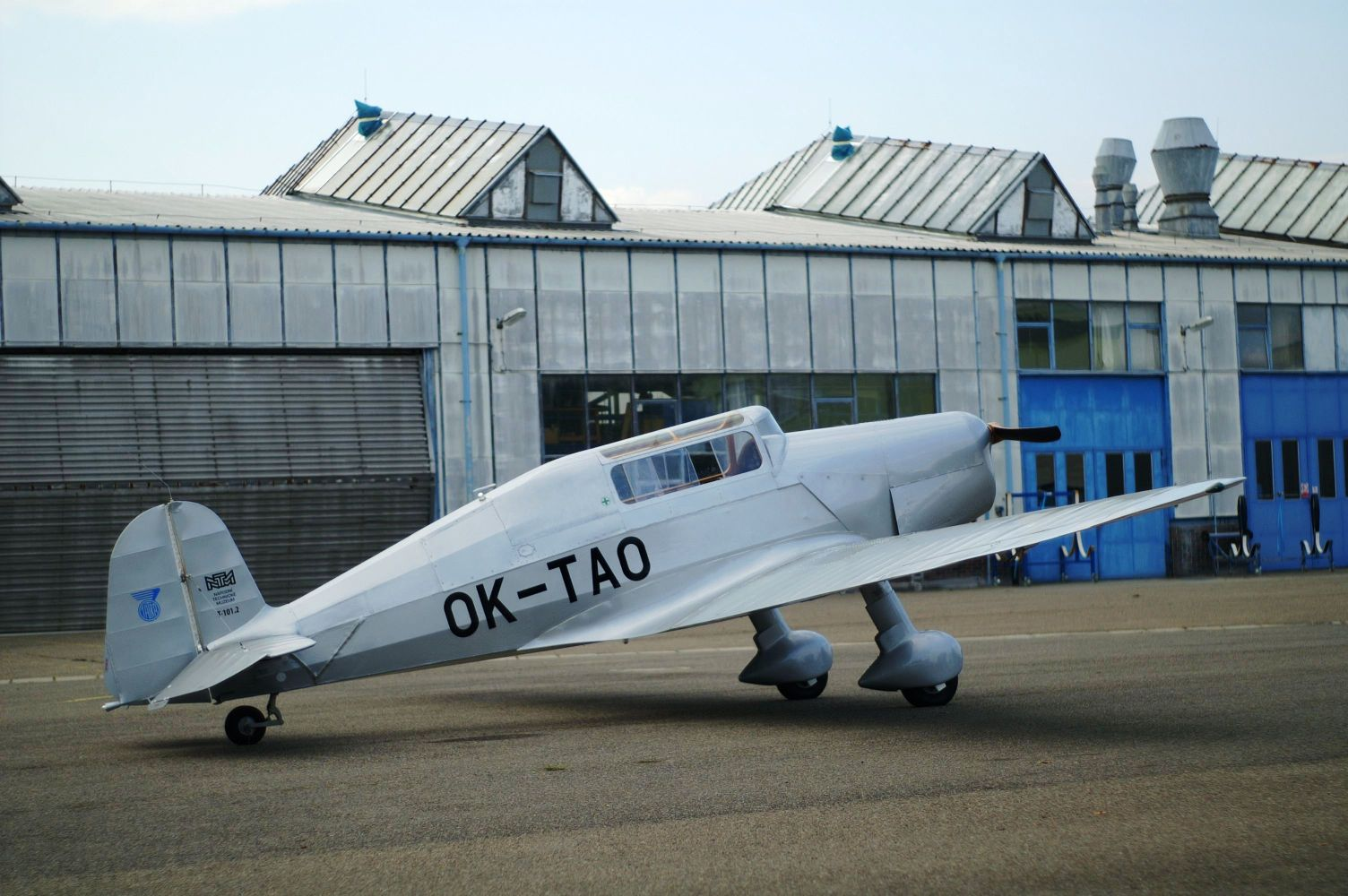

Situat la o altitudine de 177 m, aeroportul dispune de 3 piste. Este operat de Aircraft Industries⁠(d).

## Infrastructură

### Piste
Aeroportul dispune de 3 piste: 
- pista 02C/20C, cu dimensiunile 2.000 m × 30 m
- pista 02R/20L, cu dimensiunile 1.315 m × 40 m
- pista 02L/20R, cu dimensiunile 1.315 m × 40 m

## Istorie
Din 1936, producătorul de avioane Aircraft Industries (fostul Let Kunovice) a avut sediul pe aeroportul Kunovice, lângă oraș. Aeroportul găzduiește și producătorii de avioane Czech Sport Aircraft și Evektor-Aerotechnik. Este desemnat ca aeroport internațional privat.